# Cha Alak Tik
Cha Alak Tik är en ort i Mexiko.   Den ligger i kommunen Oxchuc och delstaten Chiapas, i den sydöstra delen av landet, 800 km öster om huvudstaden Mexico City. Cha Alak Tik ligger 1 959 meter över havet och antalet invånare är 130.
Terrängen runt Cha Alak Tik är huvudsakligen kuperad, men norrut är den bergig. Runt Cha Alak Tik är det ganska tätbefolkat, med 67 invånare per kvadratkilometer. I omgivningarna runt Cha Alak Tik växer i huvudsak städsegrön lövskog.